# 黒磯機関区
黒磯機関区（くろいそきかんく）は、栃木県那須塩原市にある日本貨物鉄道（JR貨物）関東支社の乗務員基地である。
運転士のみが所属し、機関車の配属は無い。

## 所在地
栃木県那須塩原市本町

## 乗務範囲
- 黒磯 - 東仙台信号場
- 黒磯 - 隅田川
- 黒磯 - 新鶴見信号場など